# Свети Никола (Ново бърдо)
„Свети Никола“ (на албански: Katderalja e Novobërdës, на сръбски: Катедрална црква Светог Николе на Новом Брду) е средновековна сръбска православна църква в развалини, датираща от XIV век, която е била седалище на епископите на Сръбската православна църква в Ново бърдо и Грачаница.

## История
Храмът е построен в средата на XIV век и е разширен по времето на деспот Стефан Лазаревич и след 1455 година. Базиликата е построена в романски стил и до падането на Ново бърдо под османско владичество е основно място за поклонение. По време на османската власт църквата е превърната в джамия. Разрушена е при земетресение и остава в руини и до днес, както и останките от крепостта Ново бърдо, която скоро е изоставена.
През 1897 година сръбският генерален консул Тодор Станкович посещава Ново бърдо и разглежда сръбските старини. Там открива джамия на около 140 години, а от югоизточната страна на руините се натъква на останките от православната църква „Свети Никола“. До средата на XIX век сръбското население се събира в църквата веднъж годишно. Близо до църквата е старият топоним Марков кръст.
Църквата е проучена през 60-те години на ХХ век, като в нея са открити множество надписи и елементи от каменна пластика, които ясно показват произхода на храма и неговия стил. В храма са открити и множество сръбски гробове.
Недалеч от останките на този храм се намират останките от римокатолическата църква в града, така наречената Саксонска църква, наречена на саксонските миньори, които заедно с дубровнишките търговци и местното сръбско население са били част от богатата и разнообразна културна и религиозна мозайка на средновековния град Ново бърдо, като един от най-важните градове в Средновековна Сърбия. Смята се, че църквата е превзета от турците през 1466 година, а на следващата 1467 година новобърдските миньори са изселени в Константинопол и крайбрежните райони. През 1466 година османците превръщат църквата в джамия.